# Syzygium flavidum
Syzygium flavidum là một loài thực vật có hoa trong Họ Đào kim nương. Loài này được T.G.Hartley & L.M.Perry miêu tả khoa học đầu tiên năm 1973.